# Cultura de Malta

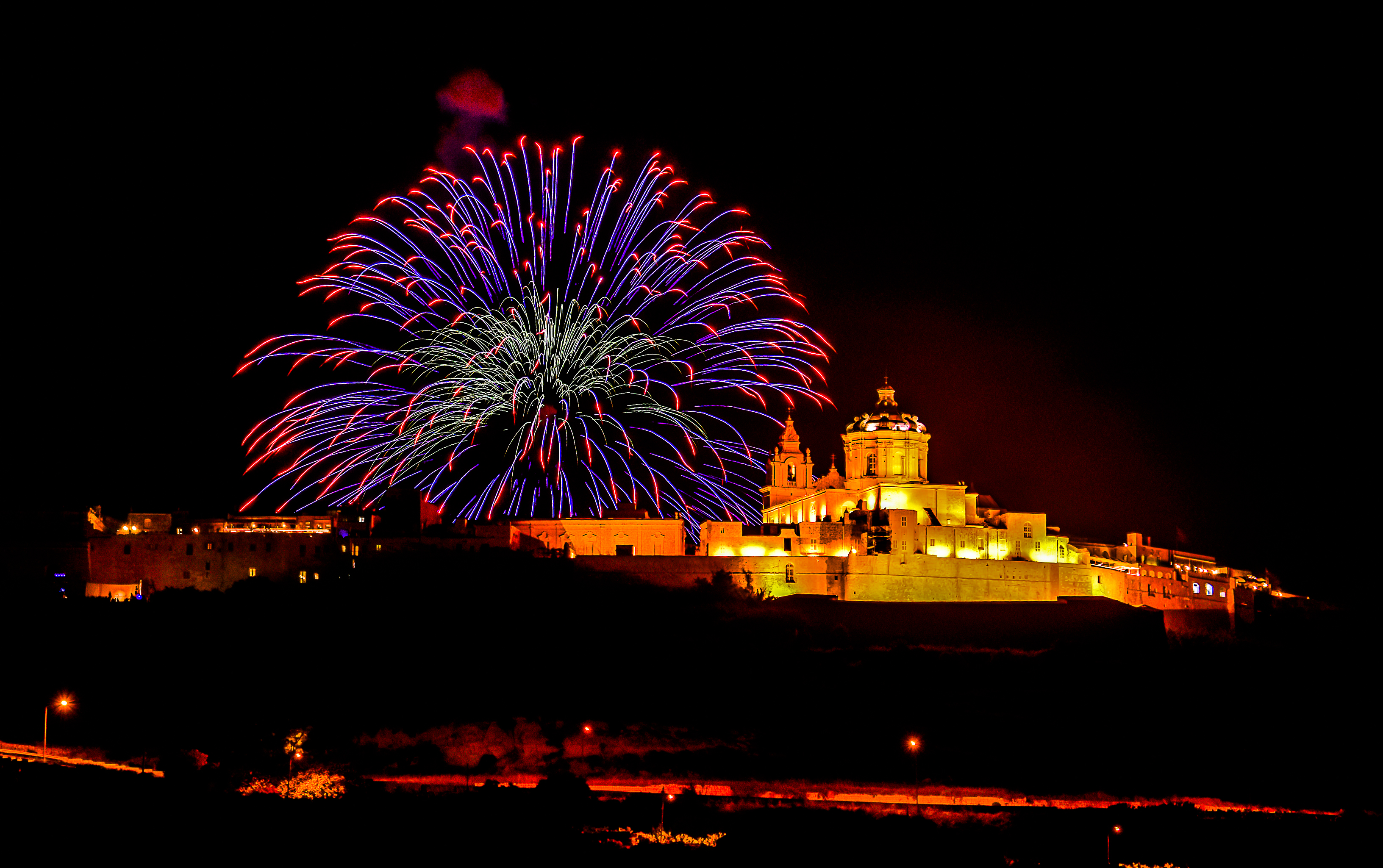
A majestosa Mdina é ainda mais espetacular e colorida com a tradição maltesa da cultura pirotécnica

A cultura de Malta reflete várias sociedades que entraram em contato com as ilhas maltesas ao longo dos séculos, incluindo as culturas mediterrâneas vizinhas e as culturas das nações que governaram Malta por longos períodos de tempo antes de sua independência em 1964.

## História

### A cultura de Malta pré-histórica

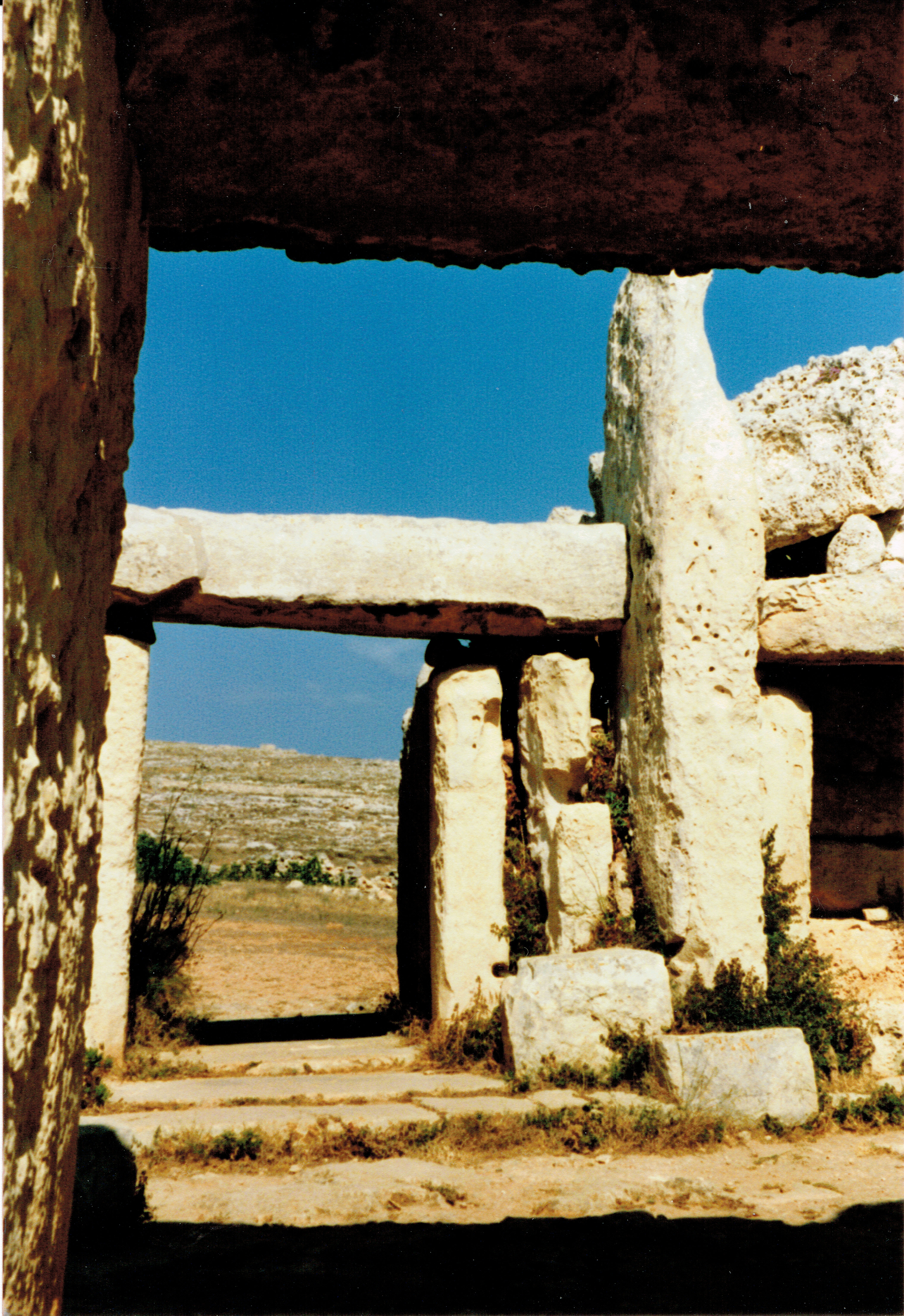
O complexo do templo de Mnajdra (4000-3200 aEC)

Acredita-se que os primeiros habitantes das Ilhas Maltesas foram Sicani, da vizinha Sicília, que chegaram à ilha antes de 5000 aEC. Eles cultivavam cereais e criavam gado doméstico e, de acordo com muitas outras antigas culturas mediterrâneas, formavam um culto à fertilidade representado em Malta por estatuetas de proporções incomumente grandes. A cerâmica do período mais antigo da civilização maltesa (conhecida como a Fase Għar Dalam [en]) é semelhante aos exemplos encontrados em Agrigento, na Sicília. Essas pessoas foram suplantadas ou deram origem a uma cultura de construtores de templos megalíticos, cujos monumentos sobreviventes em Malta e Gozo são considerados as estruturas de pedra mais antigas do mundo. Os templos datam de 4.000 a 2.500 aEC e geralmente consistem em um complexo desenho de trevo.
Pouco se sabe sobre os construtores de templos de Malta e Gozo; no entanto, há alguma evidência de que seus rituais incluíam o sacrifício de animais. Esta cultura desapareceu das ilhas maltesas por volta de 2500 aEC e foi substituída por um novo influxo de imigrantes da Idade do Bronze, uma cultura que é conhecida por ter cremado seus mortos e introduzido estruturas megalíticas menores, chamadas de dolmens, para Malta, provavelmente importadas pela população siciliana devido à semelhança dos dólmens malteses com construções semelhantes encontradas na maior ilha do mar Mediterrâneo.

### Desenvolvimento da cultura maltesa moderna
A cultura da Malta moderna foi descrita como um "rico padrão de tradições, crenças e práticas", resultado de "um longo processo de adaptação, assimilação e fertilização cruzada de crenças e usos extraídos de várias fontes conflitantes". Foi submetido aos mesmos processos históricos complexos que deram origem à mistura linguística e étnica que define quem são hoje as pessoas de Malta e Gozo.
A cultura maltesa atual é essencialmente latino-européia, com o recente legado britânico também em evidência. No início de sua história, Malta também foi exposta a influências semíticas. O legado atual disso é linguístico, e não cultural. O elemento latino-europeu é a principal fonte da cultura maltesa devido ao impacto cultural praticamente contínuo em Malta ao longo dos últimos oito séculos e ao fato de Malta compartilhar as crenças religiosas, tradições e cerimônias com seus vizinhos sicilianos e do sul da Europa.

##### Conquista aglábida

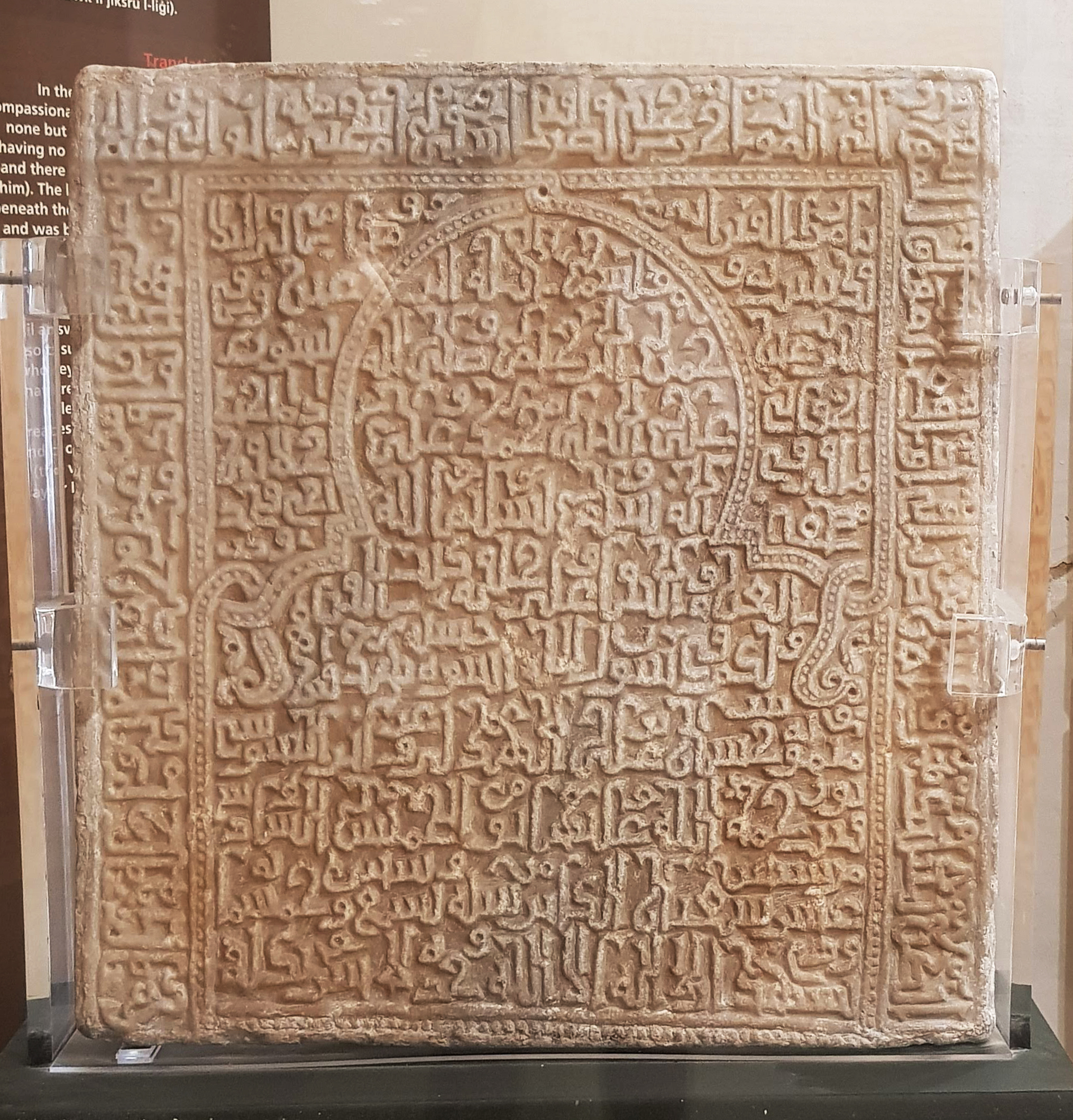
A en, uma lápide cúfica da menina Maymunah que morreu na quinta-feira, 21 de março de 1174

##### Presença judaica

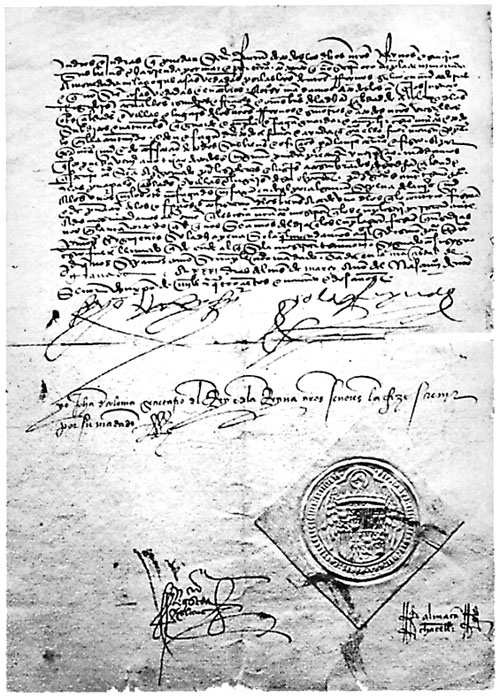
Decreto de Alhambra

##### Escravos em Malta

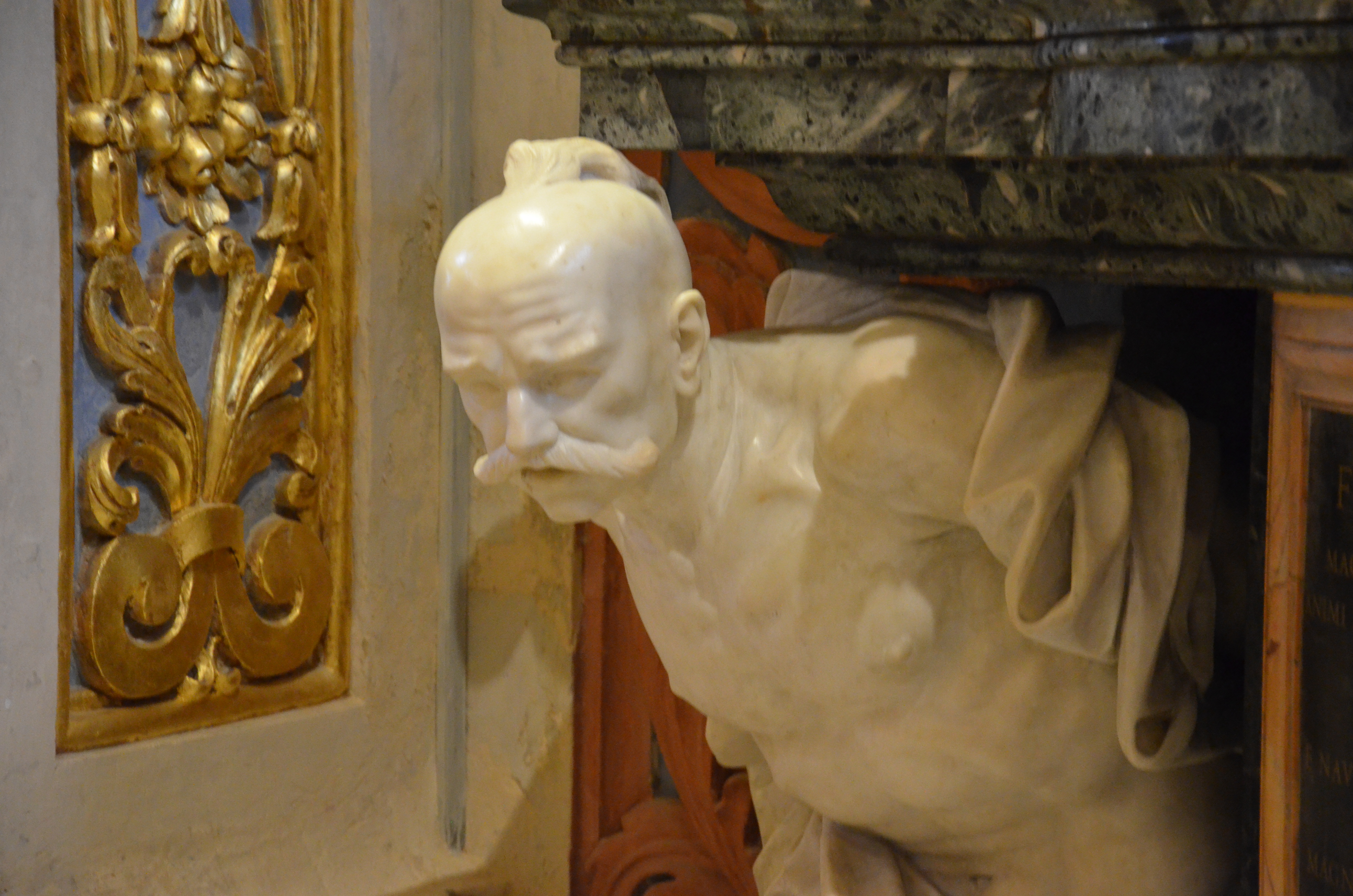
Escultura de um escravo muçulmano no monumento funerário de Nicolas Cotoner

##### Município romano

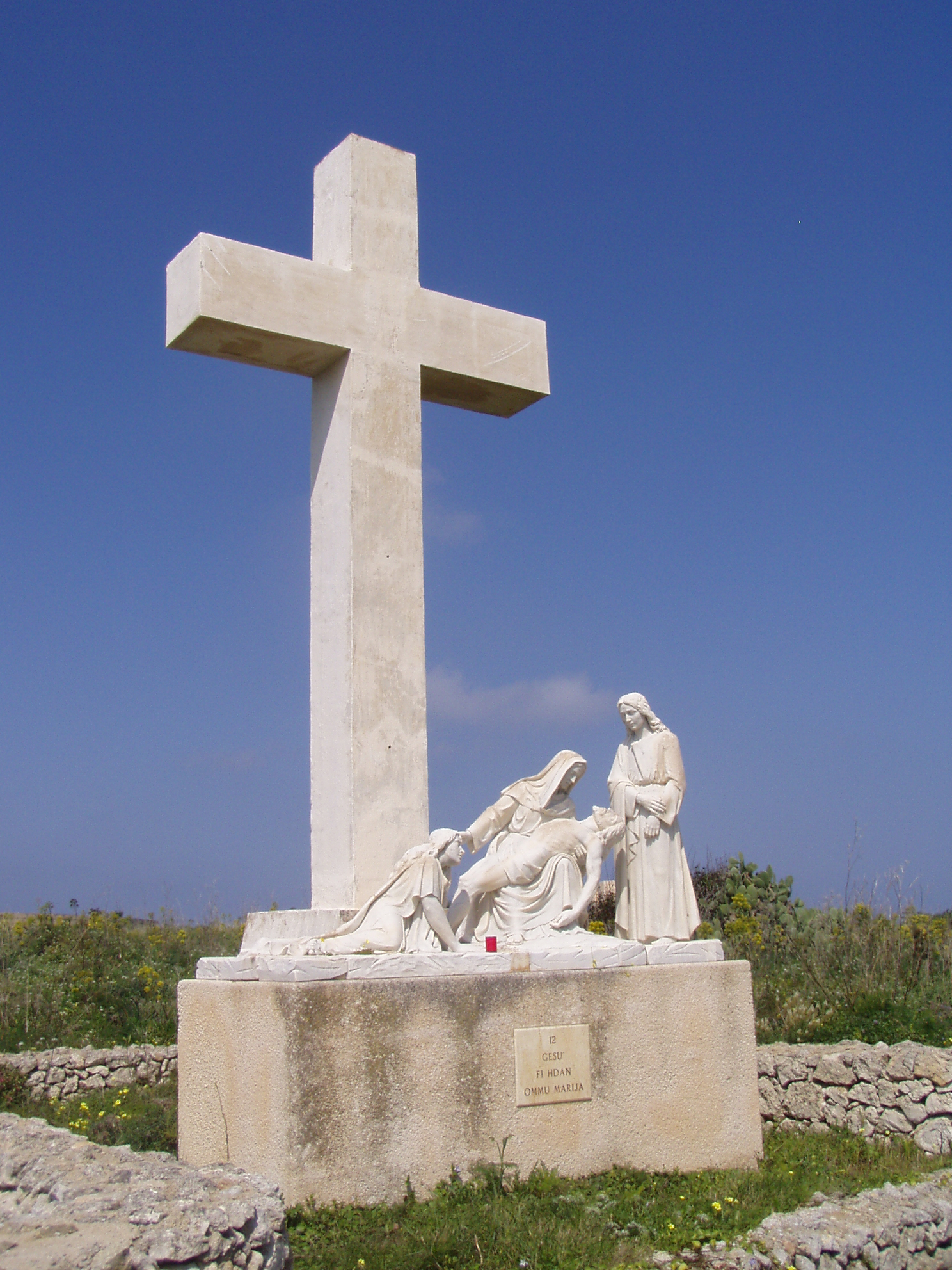
A 12ª estação da Via Crucis da Basílica Ta' Pinu em Għarb, Gozo

#### Emigração e imigração

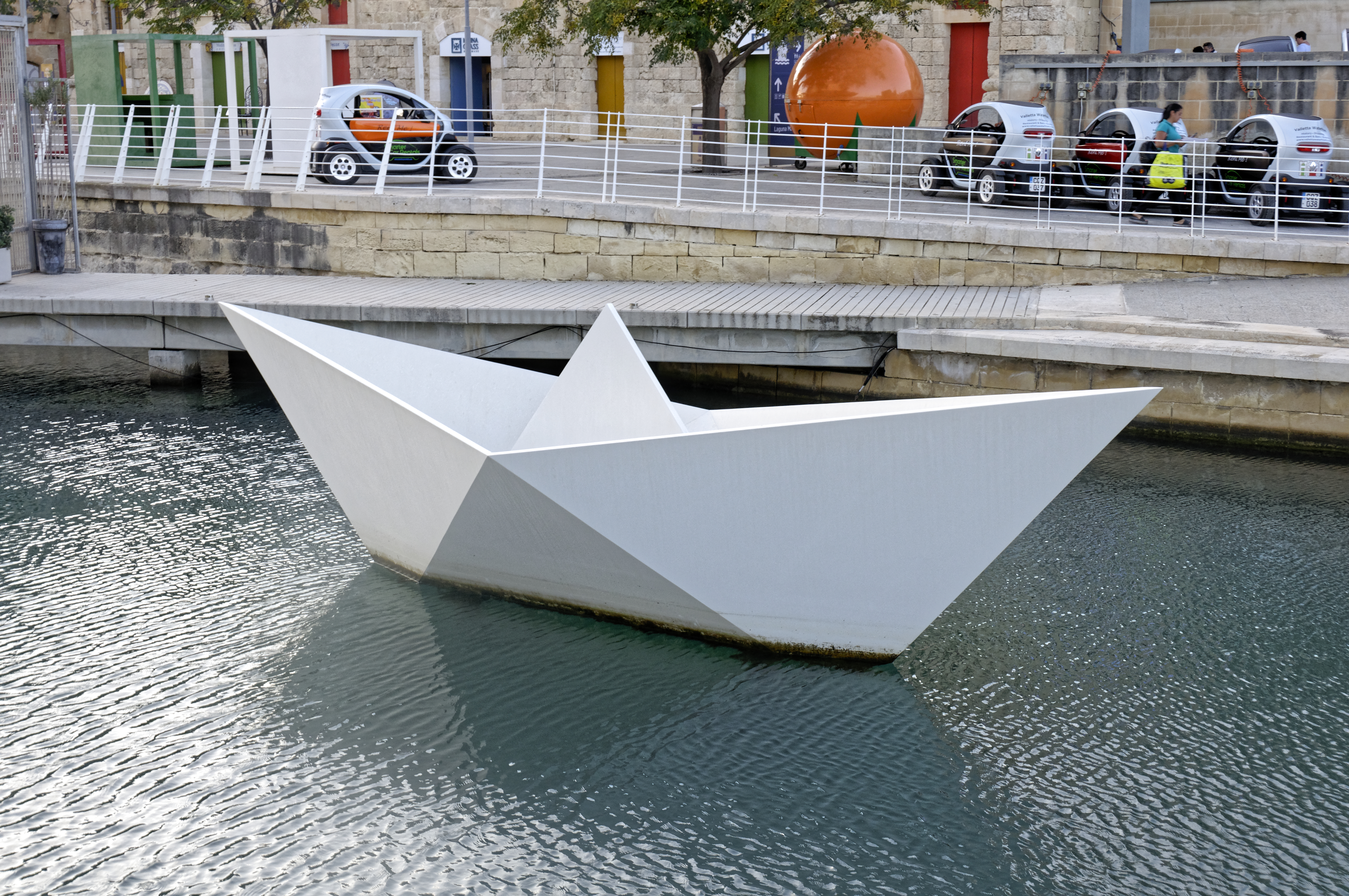
Memorial das Crianças Migrantes em Valletta Waterfront, comemorando as 310 crianças migrantes maltesas que viajaram para a Austrália entre 1950 e 1965.

## Literatura

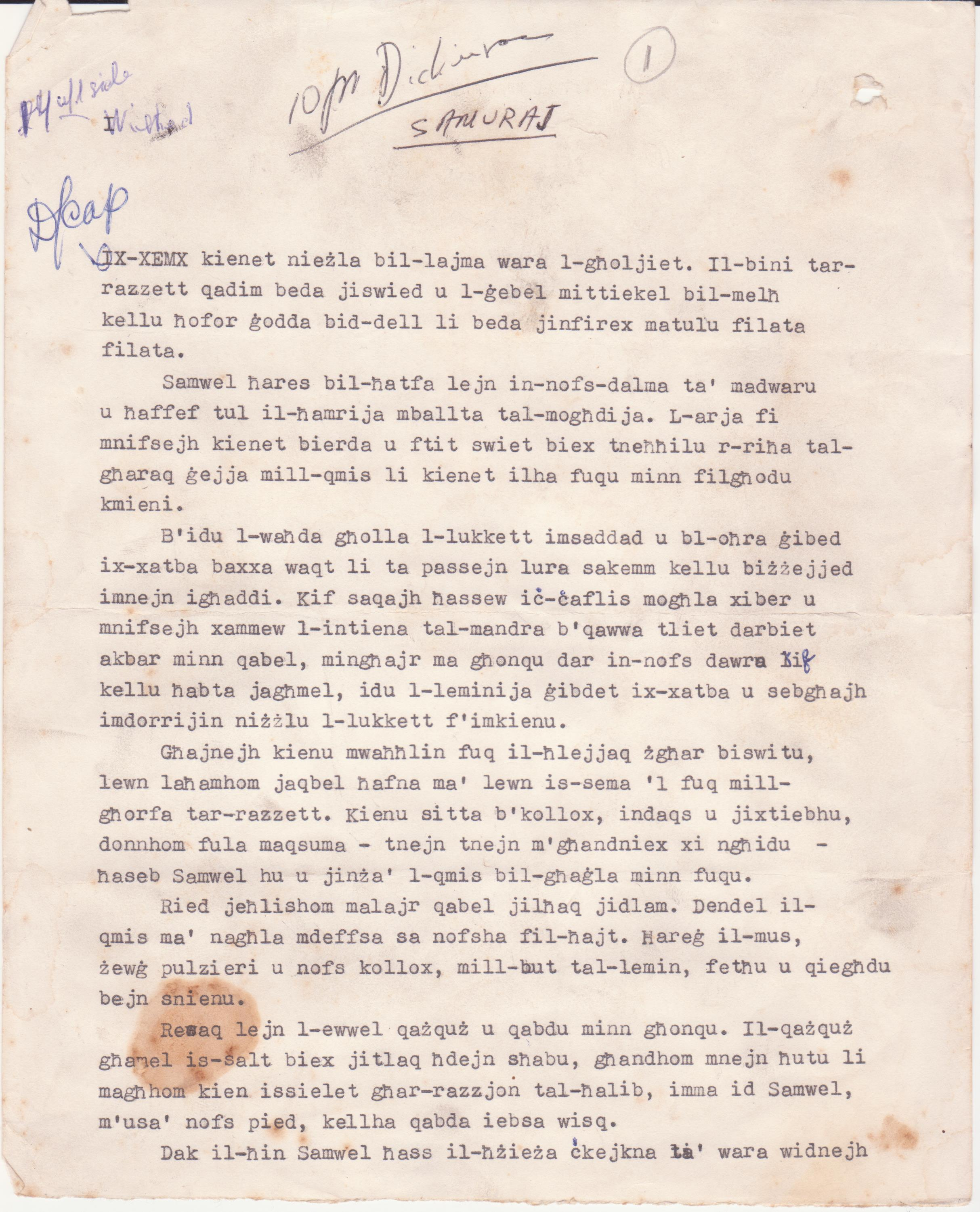
Primeira página do romance Samuraj de Frans Sammut

### O surgimento da literatura maltesa

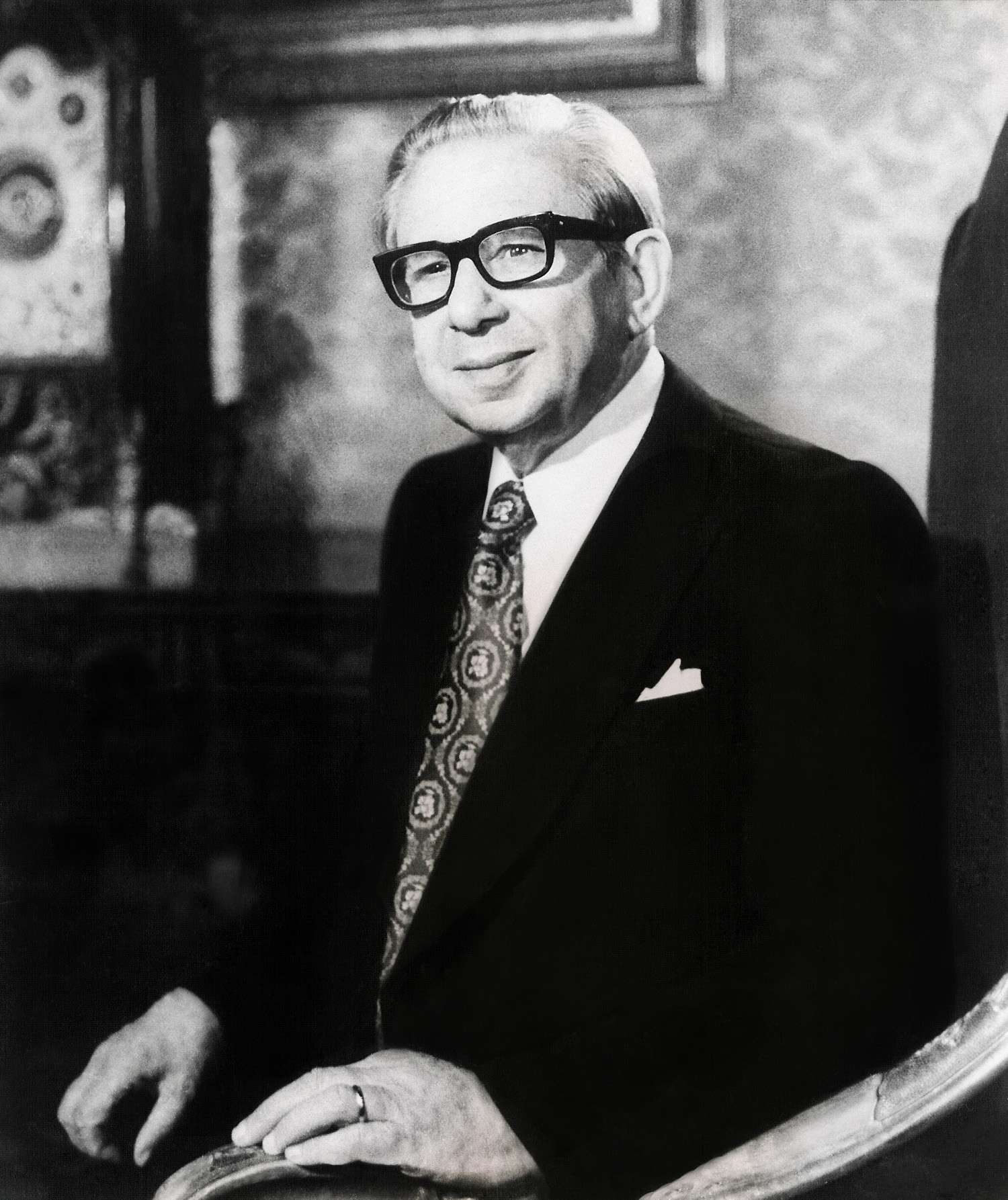
Anton Buttigieg

### Fazer renda

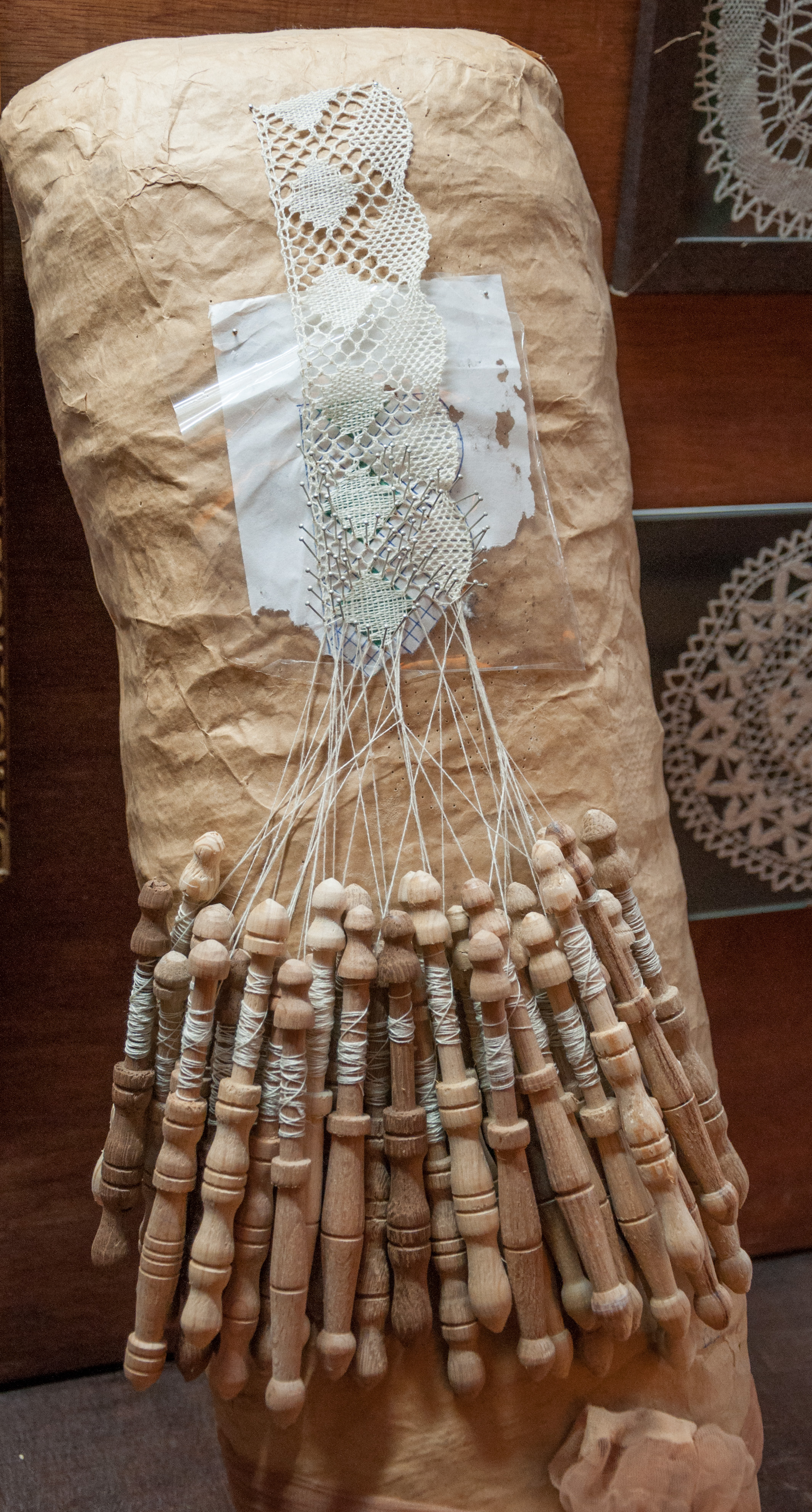
Confecção tradicional de renda maltesa